# Чкалово (Сахалинская область)
Чкалово — упразднённый посёлок в Александровск-Сахалинском районе Сахалинской области России. На момент упразднения входил в состав Комсомольского сельсовета (Широкопадского поссовета) Широкопадского района. Исключен из учётных данных в 1962 году.

## География
Посёлок располагался на реке Китоуси, в 2,5-3 км к востоку от села Широкая Падь. Ныне урочище Цапко.

## История
По всей видимости возник в 1930-е годы. На картах 1940-х годов на месте посёлка обозначены бараки и колхоз имени Чкалова.
Упразднен решением Сахалинского облисполкома от 29.12.1962 № 502.

## Инфраструктура
В посёлке действовал колхоз им. Цапко, славившийся на весь район. Основной специализацией колхоза являлось сельское хозяйство (выращивание овощей и фруктов) и животноводство. В дальнейшем Чкаловский колхоз был объединён и вошёл в состав рыболовецкий колхоз им. XVII партконференции, в связи созданной политикой укрепления населённых пунктов.
Развитой инфраструктуры в посёлке не было, так как населённый пункт был мал и расположен рядом с райцентром. Связь с посёлком осуществлялась по автодороге Широкая Падь — Онор. Действовал школьный автобус, довозивший детей из посёлка Чкалово на учёбу в райцентр и обратно.